# Horka u Staré Paky
Horka u Staré Paky – gmina w Czechach, w powiecie Semily, w kraju libereckim. Według danych z dnia 1 stycznia 2013 liczyła 268 mieszkańców.